# Duartettix montanus
Duartettix montanus is een rechtvleugelig insect uit de familie veldsprinkhanen (Acrididae). De wetenschappelijke naam van deze soort is voor het eerst geldig gepubliceerd in 2000 door Perez-Gelabert & Otte.